# Séquences interdites
Pour plus de détails, voir Fiche technique et Distribution.
Séquences interdites est un documentaire français réalisé par José Bénazéraf en 1975.

## Fiche technique
- Réalisation, conception et montage : José Bénazéraf
- Production : Les Films du Chesne
- Durée : 110 minutes
- Date de sortie : 1975
- Distribution DVD : K FILMS

## Distribution
- Michel Lemoine